# Footballdatabase.eu
Footballdatabase.eu — англійський сайт на тему футболу. Сьогодні сайт доступний трьома мовами: англійською, французькою та іспанською.

## Опис
Footballdatabase.eu - це сайт футбольної статистики, де можна знайти інформацію про всіх гравців, клуби та ігри від початку футболу до теперішнього часу у всьому світі. Ви також можете знайти матчі online, відео та унікальну статистику. Також є форум, де є можливість додавати коментарі до всіх сторінок і оцінювати гравців. База даних містить інформацію про:
- 355 366 гравців,
- 23 237 тренерів,
- багато інших клубів, матчів, трансферів і т.д.

## Мовні версії
Сайт розпочав діяльність 2007 року у Франції і незабаром розширився на три мовні служби:
- Footballdatabase.eu/en (Велика Британія / Міжнародна)
- Footballdatabase.eu/fr (Франція)
- Footballdatabase.eu/es (Іспанія)

## Популярність сайту
За даними Megapanel Alex в січні 2019 року, сайт займає 158 343 місце у рейтингу найпопулярніших вебсайтів у світі.. Найбільша кількість показів у Франції становила 33,3%, що дало йому 13,991 місце серед найпопулярніших вебсайтів у країні. Понад 1,35 млн. зовнішніх посилань веде на сайт.